# Ploščad' Iljiča
Ploščad' Iljiča (in russo Площадь Ильича?) è una stazione della Metropolitana di Mosca, situata sulla Linea Kalininskaja-Solncevskaja. Fu inaugurata il 30 dicembre 1979, insieme alle altre stazioni del primo tratto della linea.
Prende il nome da piazza Iljič (che si riferisce indirettamente a Vladimir Lenin, utilizzando il patronimico russo "figlio di Iljia"), che è stata poi ribattezzata Rogožskaja Zastava. La stazione è costruita secondo il tipico design della metropolitana di Mosca, cioè con uno spazio diviso in tre parti (due banchine e il corridoio centrale) divise da pilastri. La connotazione del nome precedente della stazione influenzò il tema architetturale, che fu la "realizzazione delle idee di Lenin", opera degli architetti L. Popov e V. Klokov e degli ingegneri Ye. Barskij e Yu. Murmotsev.
Le mura della stazione sono ricoperte da marmo bianco koelga e su di esse vi sono anche opere in metallo che raffigurano la falce e martello. I pilastri dalla forma cubica sono ricoperti con marmo rosso scuro seliyeti, mentre il pavimento è coperto con granito rosso e grigio; gli elementi di illuminazione sono montati su sostegni metallici al culmine delle volte, secondo uno schema diritto nel corridoio centrale e secondo un motivo a zig-zag nelle banchine, Alla fine del corridoio centrale vi è un grande bassorilievo di Vladimir Lenin creato dall'artista del popolo dell'Unione Sovietica N. Tomskij.
L'ingresso della stazione, disegnato dall'architetto I.Petukhova, è collegato direttamente alla sala centrale tramite scale mobili, ed è situato al di sotto di piazza Rogožskaja Zastava. La piazza stessa si trova presso uno dei principali punti nevralgici della città, nel punto in cui via Sergey Radonežskij diviene l'autostrada degli Entusiasti, che poi si getta nell'autostrada M7. Alla piazza giungono le vie Rogožskij Val, Meždunarodnaja (Internazionale), Rabochaja e Školnaja. Inoltre, la stazione serve con punto di interscambio con la stazione ferroviaria Serp i Molot, in direzione di Nižnij Novgorod.
Nel 1995 fu aperta la stazione Rimskaja della Linea Ljublinskaja, e fu aggiunta una scala mobile nella stazione Ploščad' Iljiča per consentire il trasbordo degli utenti.